# Sanitheriidae
Sanitheriidae були вимерлою родиною свиновидих парнокопитних, які колись були широко поширені в Африці, Європі та Південній Азії, жили з раннього міоцену до середнього міоцену. На відміну від свиней і пекарі, морфологія зубів і кінцівок свідчить про те, що санітери були більш хижими і рухливими. Зубна система особливо схожа на ранніх жуйних. Визнаються лише два роди Sanitherium і Diamantohyus.